# La Soledad (Panama)
La Soledad ist ein Corregimiento des Bezirks Soná in der Provinz Veraguas in Panama. Bei der Volkszählung im Jahr 2023 hatte es 1496 Einwohner. Das Corregimiento erstreckt sich über eine Fläche von 119,3 km².

## Bevölkerung
Die folgende Tabelle zeigt die Bevölkerung des Corregimientos La Soledad, wie es in den Volkszählungen 2000, 2010 und 2023 erfasst wurde.
| Jahr         | 2000 | 2010 | 2023 |
| ------------ | ---- | ---- | ---- |
| Einwohner    | 1582 | 1517 | 1496 |
| davon Männer | 861  | 808  | 813  |
| davon Frauen | 721  | 709  | 683  |

## Orte
Im Corregimiento La Soledad befinden sich folgende Orte:
- Agua Fría
- Alto de La Pita
- Cabecera de Quebrada Honda
- Cativé
- El Bongo
- El Jobo
- El Martín
- El Yaya o El Salitre
- La Clavillina
- La Concepción o Entrada de Los Polancos
- La Pita de Cativé
- La Soledad
- Las Almadanas
- Las Huacas
- Los Polancos
- Palma Alta
- Quebrada Honda
- Rincón Redondo o Barranco Colorado
- San Juan
- San Juanito